# Енгелберт Кемпфер
Енгелберт Кемпфер (Лемго, 16. септембар 1651 − Лијеме, 2. новембар 1716) био је немачки природословац, истраживач и путописац који је између 1683. и 1693. године путовао Русијом, Ираном, Индијом, Индокином и Јапаном. Своја путовања преточио је у две књиге − Amoenitatum Exoticarum (1712), значајну по његовим ботаничким опажањима и опсежним описима биљака Азије, и Историја Јапана, која је постхумно објављена 1727. године и током 18. века представљала је најзначајнији извор западњачког знања о Јапану. У биологији се користи скраћеница Kaempf. када се цитира ботаничко име.

## Епоними
- (Zingiberaceae) Kaempferia L.[3]

Врсте
- (Anacardiaceae) Rhus kaempferi Sweet[4]
- (Aristolochiaceae) Aristolochia kaempferi Willd.[5]
- (Aristolochiaceae) Isotrema kaempferi Willd.) H.Huber[6]
- (Asteraceae) Farfugium kaempfer Benth.[7]
- (Asteraceae) Ligularia kaempferi Siebold & Zucc.[8]
- (Asteraceae) Senecio kaempferi DC.[9]
- (Berberidaceae) Berberis kaempferi Hort. ex Lavallée[10]
- (Bignoniaceae) Catalpa kaempferi Siebold & Zucc.[11]
- (Cucurbitaceae) Platygonia kaempferi Naudin[12]
- (Ericaceae) Rhododendron kaempferi Planch.[13]
- (Iridaceae) Iris kaempferi Siebold ex Lem.[14]
- (Lamiaceae) Clerodendrum kaempferi Fisch. ex C.Morren[15]
- (Lamiaceae) Volkameria kaempferi Jacq.[16]
- (Loranthaceae) Loranthus kaempferi DC.) Maxim.[17]
- (Moraceae) Broussonetia kaempferi Siebold[18]
- (Pinaceae) Abies kaempferi Lindl.[19]
- (Vitaceae) Vitis kaempferi K.Koch[20]

## Галерија
- "Јапанско писмо" (Енгелберт Кемпфер: , 1729)
- Путовање у Шогунат Токугава 1691. године (Енгелберт Кемпфер: , 1729)
- Кемпферов рукопис, British Library Add Mss 2912